# Castillo de Roupeli
El castillo de Roupeli (en griego: Κάστρο Ρούπελης), también identificado en fuentes medievales como Rumbalo, Roumbali, Rubeli, Ruballo o Zoumbela, fue una fortificación de origen franco erigida en la cima de una colina cónica a orillas del río Ladón, en la región de Arcadia, Grecia. Su ubicación se encuentra entre las localidades de Voutsis y Spatharis, frente a una moderna central hidroeléctrica.

## Etimología
El término Rumbalo proviene del eslavo y se traduce como «cono». En tanto, algunos habitantes locales emplean la denominación castillo de Zoumbela, nombre que procede de una zona montañosa al noroeste del cerro. Esta palabra, también de raíz eslava, se interpreta como «insectos». Aunque ambas denominaciones parecen no estar relacionadas lingüísticamente, su similitud fonética sugiere una posible conexión antigua o evolución popular del nombre.

## Historia
Roupeli formaba parte de los feudos francos del Principado de Acaya, según registros del siglo XV. En diferentes documentos aparece nombrado como Rumbili o Rubeli en 1463, Ruballo en 1467 —cuando fue tomado por los otomanos— y Rubelli en 1471 bajo ocupación veneciana.
La fortaleza se encuentra cerca del castillo de Akova, a unos 10 kilómetros hacia el noroeste en línea recta. Akova, una de las doce baronías fundacionales del principado, pasó a manos del Despotado de Morea en 1318. Se presume que Roupeli fue construido poco después de este evento, como una fortificación de contención ante el avance bizantino hacia el norte. Por ello, su edificación se situaría en la primera mitad del siglo XIV.
Una fuente bizantina, un panegírico dedicado al emperador Manuel II Paleólogo, menciona que en 1417 el déspota Teodoro II Paleólogo y su hermano Juan VIII sitiaron una fortaleza en el valle bajo del Ladón. Muchos investigadores consideran que dicha fortaleza era Roupeli, aunque algunos, como el historiador Antoine Bon (1969), reconocen el evento sin confirmar la identidad exacta del castillo.
En 1458, el castillo fue conquistado por los otomanos tras un breve asedio liderado por el sultán otomano Mehmed II en persona. Los hechos de esta ocupación fueron descritos con detalle por el historiador bizantino Laónico Calcocondilas, quien ofrece un relato vívido y crudo de la toma.

## Estructura
El castillo se alza sobre una meseta de unos 30 por 40 metros, situada en la cima de la colina. Su estructura incluye una torre principal aislada en el centro y un muro defensivo que rodea el cerro.
- La torre mide aproximadamente 7 por 6 metros y se conserva hasta una altura de 3 metros. Está construida con piedras irregulares apenas trabajadas, unidas con mortero, sin presencia de ladrillos en el relleno. Su planta baja presenta una bóveda, donde posiblemente se encontraba una cisterna.
- El muro perimetral alcanza una extensión de 150 metros, con una altura máxima de 2,5 metros. Su construcción también utiliza piedra irregular, mortero y fragmentos de teja.
- En el lado oriental se observa una apertura de 1,5 metros, interpretada como la entrada principal.
- En el interior se pueden ver restos de edificaciones y los vestigios de varias cisternas circulares, esparcidos por el patio.

## Estado actual
Hoy en día, el castillo se encuentra en estado ruinoso, aunque aún se conservan importantes elementos estructurales. Su localización estratégica sobre la colina, junto con su valor histórico, lo convierten en un sitio de interés para la investigación arqueológica y la visita turística en la región central del Peloponeso.